# Virdzina
Virdžina  un film del 1991 diretto da Srđan Karanović.